# Fertőboz, Győr-Moson-Sopron
Fertőboz  este un sat în districtul Sopron, județul Győr-Moson-Sopron, Ungaria, având o populație de 275 de locuitori (2011). 

## Demografie
Componența etnică a satului Fertőboz
     Maghiari (88,61%)
     Germani (11,39%)
Componența confesională a satului Fertőboz
     Romano-catolici (69,82%)
     Fără religie (10,18%)
     Greco-catolici (1,82%)
     Reformați (1,09%)
     Necunoscută (17,09%)
Conform recensământului din 2011, satul Fertőboz avea 275 de locuitori. Din punct de vedere etnic, majoritatea locuitorilor (88,61%) erau maghiari, cu o minoritate de germani (11,39%).  Din punct de vedere confesional, majoritatea locuitorilor (69,82%) erau romano-catolici, existând și minorități de persoane fără religie (10,18%), greco-catolici (1,82%) și reformați (1,09%). Pentru 17,09% din locuitori nu este cunoscută apartenența confesională.